# Camoël
Camoël (bret. Kamoel) – miejscowość i gmina we Francji, w regionie Bretania, w departamencie Morbihan.

## Demografia
Według danych na rok 1990 gminę zamieszkiwało 598 osób, a gęstość zaludnienia wynosiła 42 osoby/km² (wśród 1269 gmin Bretanii Camoël plasowała się na 779. miejscu pod względem liczby ludności, natomiast pod względem powierzchni na miejscu 690.).